# 白緣眶棘鯒
白緣眶棘鯒，為輻鰭魚綱鮋形目牛尾魚亞目牛尾魚科的其中一種，分布於西印度洋的莫三比克海域，棲息深度59-61公尺，屬底棲性魚類，體長可達12.5公分，屬肉食性，生活習性不明。

## 擴展閱讀
維基物種上的相關：白緣眶棘鯒